# Flashmemória
A flashmemória egy nem felejtő, megmaradó ("non-volatile") típusú számítógépes adattároló technológia, mely elektronikusan törölhető és újraprogramozható. 
A tároló eszköznek nincs szüksége tápfeszültségre ahhoz, hogy a benne tárolt információt megőrizze. Elsődlegesen memóriakártyákban, USB flash drive-okban (pl. pendrive) és SSD-kben azaz szilárdtest-meghajtókban használják őket.
A flashmemória az EEPROM egy speciális változata. A számítógépek alaplapján található ROMBIOS-t napjainkban legtöbbször már flashmemória tartalmazza. Ez lehetővé teszi a gyártóknak, hogy úgy változtassanak az alaplap képességein, hogy ehhez csak egy programot kell elérhetővé tenni a felhasználók számára az interneten, amellyel átprogramozzák a BIOS-ban tárolt programot. Az EEPROM-mal ellentétben ezt blokkonként törlik és programozzák. A blokkok több helyen helyezkedhetnek el. A korai flashekben az egész chipet egyszerre kellett törölni. A flashmemóriának sokkal kisebb a költsége, mint az EEPROM-nak, ezért meghatározó technológiává vált olyan helyeken, ahol megmaradó szilárdtest adattárolóra van szükség. Az alkalmazás példái a digitális audio-lejátszók (mp3-lejátszók), digitális kamerák, mobiltelefonok, különféle memóriakártyák. A flashmemóriát használják az USB-csatolású pendrive-okban is, melyek az adatok általános tárolói és szállítói a számítógépek között. Valamelyest népszerűségre tettek szert a játékiparban is, ahol szintén gyakran használják őket az EEPROM-ok helyett, gyorsaságuk miatt.

## Áttekintés
A flashmemória nem felejtő, megmaradó, amely azt jelenti, hogy nincs szüksége tápfeszültségre ahhoz, hogy a benne tárolt információt megőrizze. A flash gyors olvasás-hozzáférési időt biztosít, 50 ns-ot (bár ez elmarad a kikapcsolás után felejtő RAM, DRAM vagy SDRAM memória sebességétől, melyeket fő memóriaként használnak például a PC-kben). A flashmemória nem tartalmaz mozgó alkatrészt, ezért jobban ellenáll a mechanikai behatásoknak (pl. a rázkódásnak), mint a merevlemez.

## A flashmemóriák típusai
- NOR – párhuzamos adathozzáférés, közvetlenül futtatható benne program, viszonylag drága, viszonylag kisebb kapacitású.
- NAND – soros adathozzáférés, nem futtatható benne közvetlenül program, olcsó, nagy kapacitású.

## Flash memóriák kártyákban való felhasználása
- CompactFlash
- Memory Stick
- MultiMediaCard
- Secure Digital
- xD-Picture Card
- SmartMedia